# Władysław Anders
Władysław Albert Anders (Krośniewice-Błonie, Kutno, voivodato de Lodz, 11 de agosto de 1892 - Londres, 12 de mayo de 1970) fue un militar polaco, que alcanzó el grado de general, destacando por su participación en la Segunda Guerra Mundial, durante la que mandó el II Cuerpo de Ejército polaco en el Teatro de Operaciones europeo, y anteriormente en la Campaña en África del Norte.

## Historial militar
En su juventud se alistó como oficial en el Ejército Imperial Ruso del zar Nicolás II durante la Primera Guerra Mundial, para más tarde ingresar en las Fuerzas Armadas de Polonia y servir nuevamente como oficial en un regimiento de caballería, tras la independencia de Polonia.
Cuando la Wehrmacht invadió Polonia en 1939 y estalló la Segunda Guerra Mundial (Invasión alemana de Polonia de 1939), Anders mandaba una Brigada de Caballería. La caballería polaca no logró resistir a las tácticas Blitzkrieg alemanas, tanques e infantería motorizada, y las fuerzas polacas se vieron obligadas a retirarse hacia el este. 
Cuando la Unión Soviética, tras el llamado Pacto de no Agresión firmado entre Alemania y la Unión Soviética, invadió el territorio polaco con la intención de incorporar la mitad oriental de Polonia a Bielorrusia, tal como preveían los acuerdos firmados con la Alemania nazi, Anders fue hecho prisionero por el Ejército Rojo y encarcelado en la prisión de Lubianka, en Moscú. 
Tras el ataque a la Unión Soviética por parte de Alemania en junio de 1941, Anders fue liberado tras entrevistarse y pedirle Stalin la reorganización del ejército con el objetivo de formar un ejército polaco para luchar junto al Ejército Rojo. Las fricciones continuas con los soviéticos acerca de la escasez de armamento básico, comida y ropa, provocó el éxodo de los hombres de Anders, junto con un considerable contingente de civiles polacos, a lo largo del Corredor Persa en Persia (Irán), donde Anders formó y lideró el II Cuerpo de Ejército polaco mientras que la agitación que pretendía la liberación de ciudadanos polacos encarcelados por los soviéticos se mantenía en la Unión Soviética. En esta época, muchos hombres y mujeres no aptos para el combate fueron enviados a Inglaterra, donde varios de ellos permanecerían una vez terminada la guerra.
Anders y el II Cuerpo de Ejército polaco que había formado recibieron instrucción militar en Oriente Medio por parte del Ejército británico, concretamente en Palestina, participando en algunas operaciones militares durante la Campaña en África del Norte.
Tras el desembarco de los Aliados en Italia, el Segundo Cuerpo polaco quedó incorporado el 8.º Ejército británico, con el que combatió a lo largo del avance hacia el norte de la península itálica, durante la Campaña de Italia. Fue especialmente sangrienta la participación de las tropas polacas en la batalla de Monte Cassino.
Tras la muerte en extrañas circunstancias del general Władysław Sikorski en accidente en julio de 1943, Anders pasó a ser considerado como el símbolo de la Resistencia polaca y de la independencia del país.

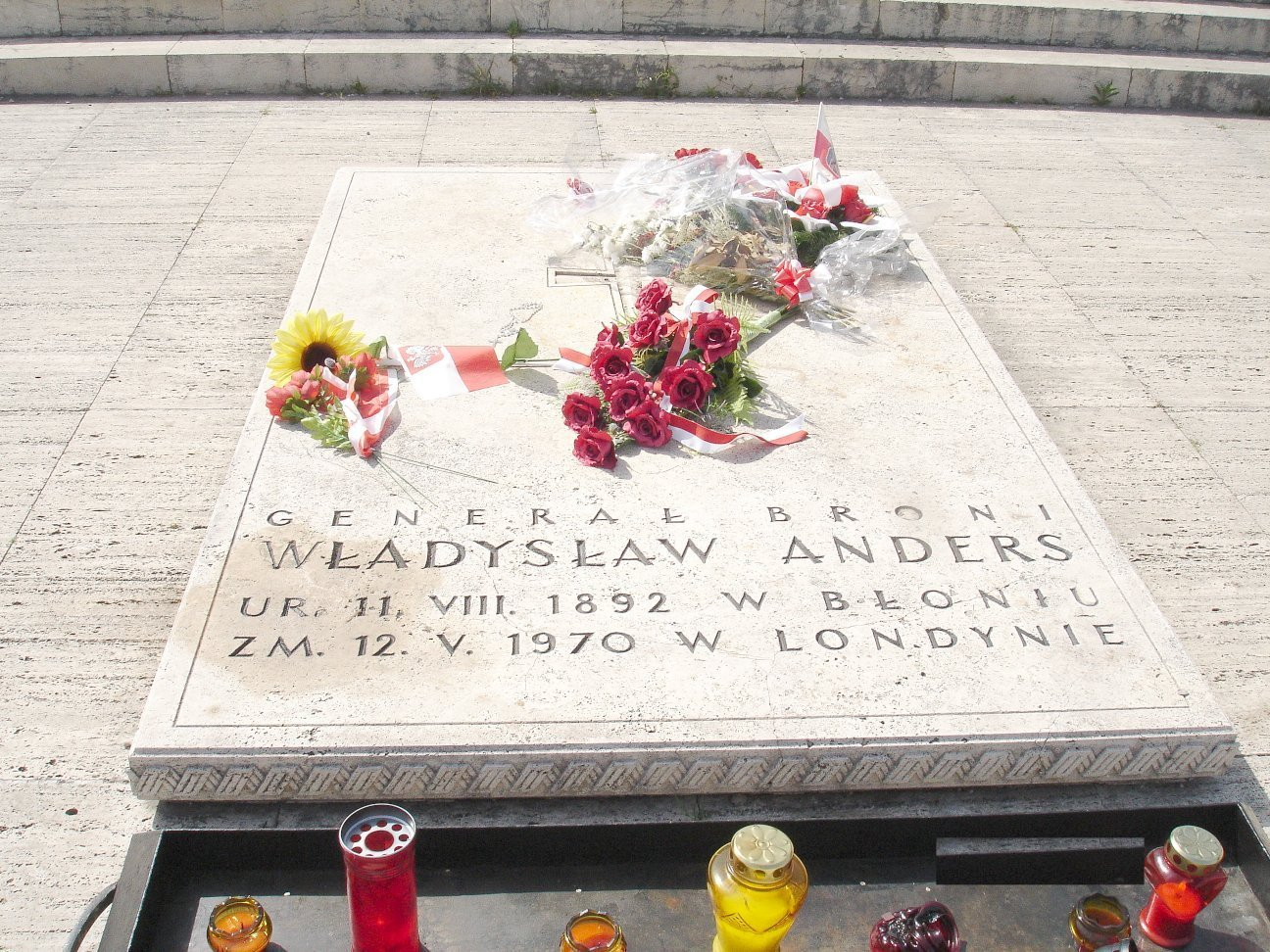
Tumba del general Anders en el cementerio militar polaco de Monte Cassino.

El 26 de febrero de 1945, el general Anders fue nombrado comandante en jefe del Ejército polaco. Acabada la guerra, los Aliados disolvieron el II Cuerpo de Ejército polaco.
Anders fue el comandante del II Cuerpo polaco entre 1943 y 1946. Tras la guerra, el gobierno comunista instalado en la República Popular de Polonia anunció que se le desposeería de su ciudadanía polaca. Anders, sin embargo, no tenía muchas intenciones de volver a una Polonia dominada por los soviéticos, así que permaneció exiliado en Inglaterra. 
Fue el jefe del Gobierno de Polonia en el exilio en Londres. Allí murió en 1970, siendo enterrado, de acuerdo con sus deseos, con los soldados caídos del Segundo Cuerpo polaco en el Cementerio Militar Polaco, en Montecasino, Italia.
Recibió decenas de condecoraciones de Polonia, Estados Unidos, Gran Bretaña, Checoslovaquia, Italia, Malta, Yugoslavia, Francia y Rusia, entre ellas la Legión de Honor francesa, la Legión del Mérito estadounidense y la Orden Virtuti Militari polaca.
Una vez terminada la guerra, el general Anders pasó largos periodos estivales en España, junto con su gran amigo el marqués de Mura.